# Марун Аббуд
Марун Аббуд (مارون عبود; 1886—1962) — арабський ліванський поет, письменник, журналіст і літературознавець.

## Біографія
Народився 9 лютого 1886 року в сім'ї християн-маронітів в селі Ейн Кіфаа (عين كفاع) біля міста Джебейль в Гірському Лівані, що належав тоді Османській імперії. Вивчав арабську, сирійську і французьку мови в ряді ліванських шкіл. Батько мріяв, щоб син став священиком, але Аббуд Марун відмовився від цього шляху. У 1900 він вступив до школи Святого Іоанна Марона і за час навчання протягом 4 років опублікував безліч віршів у газеті «Ар-Рауда».
Закінчив Інститут права в Бейруті. Став професором арабської літератури в Університеті св. Йосипа.
Помер 2 червня 1962 року.